# Sapromyza amphibola
Sapromyza amphibola är en tvåvingeart som beskrevs av Shatalkin 1993. Sapromyza amphibola ingår i släktet Sapromyza och familjen lövflugor. Inga underarter finns listade i Catalogue of Life.